# Diplomatische Akademie Wien

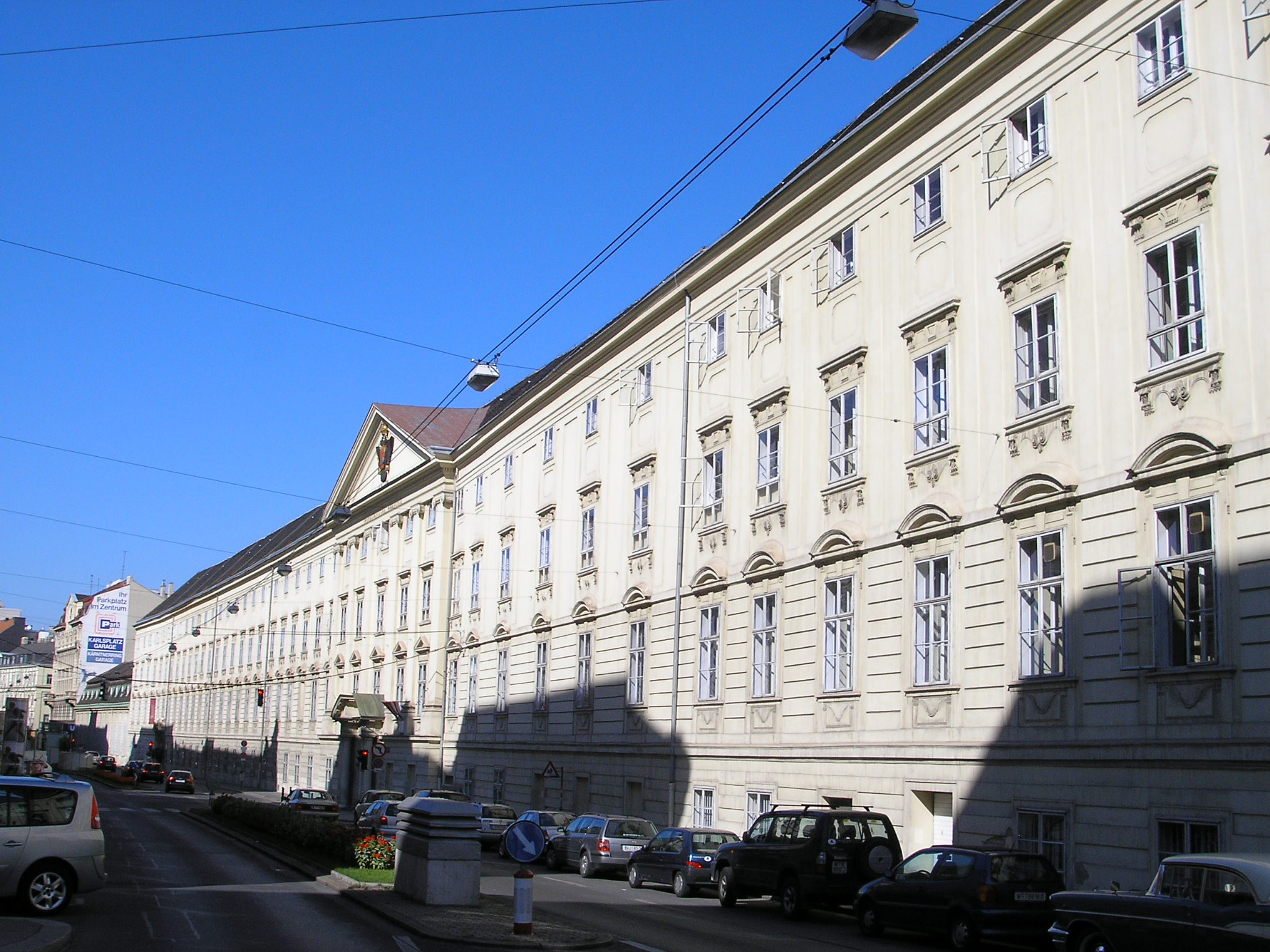
Die Diplomatische Akademie befindet sich im einst Neue Favorita genannten Schloss von Kaiserin Maria Theresia an der Favoritenstraße, das allgemein als Theresianum bezeichnet wird

Die Diplomatische Akademie Wien ist eine postgraduale Bildungseinrichtung, die Universitäts- und Fachhochschulabsolventen auf eine internationale Karriere in den Bereichen des öffentlichen Dienstes und der Wirtschaft sowie auf Führungspositionen in internationalen Organisationen und der EU vorbereitet. Die zentralen Ausbildungsinhalte umfassen internationale Beziehungen, Politikwissenschaft, Völkerrecht und EU-Recht, Wirtschaft, Geschichte und Sprachen.

## Geschichte

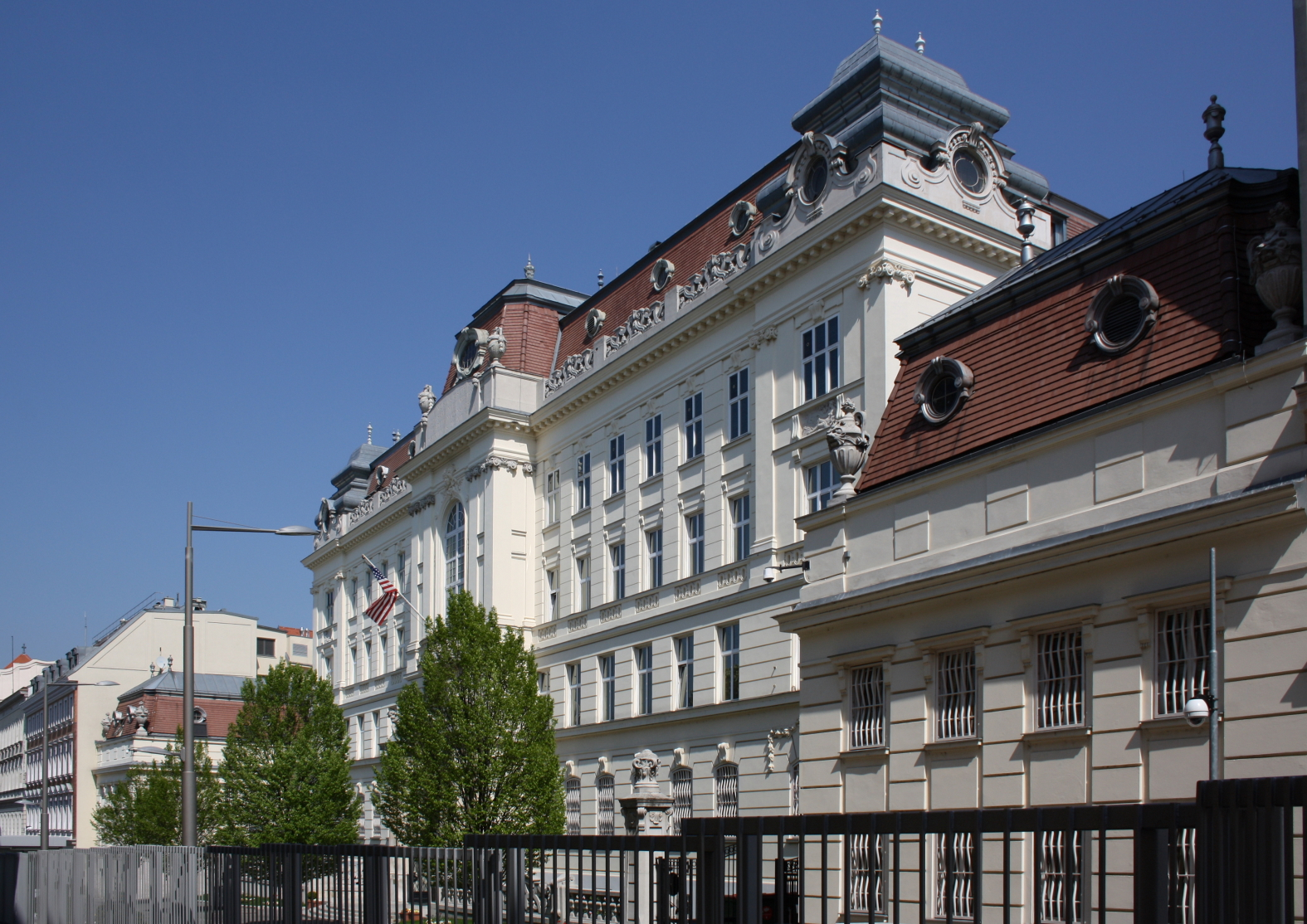
Die ehemalige Konsularakademie in der Boltzmanngasse 16, die von Kaiser Franz Joseph I. gestiftet wurde und jetzt Sitz der US-Botschaft ist.

Die Diplomatische Akademie Wien geht auf die von Kaiserin Maria Theresia 1754 gegründete k.k. Orientalische Akademie zurück. Sie gilt somit als die älteste Diplomatenschule der Welt. Am Ende des 19. Jahrhunderts wurde die damalige Orientalische Akademie als Konsularakademie neu organisiert. Von 1920 bis 1938 unterrichtete die private Akademie eine multinationale Hörerschaft. Nach dem „Anschluss“ Österreichs ließ das NS-Regime den Lehrbetrieb einstellen.
In ihrer heutigen Form wurde die Diplomatische Akademie durch den damaligen Außenminister Bruno Kreisky am 1. Juni 1964 neu gegründet und im September 1964 eröffnet. Kreisky bestellte den österreichisch-US-amerikanischen Historiker und Politikwissenschaftler Ernst Florian Winter zum ersten Direktor nach dem Zweiten Weltkrieg. 1996 wurde die Diplomatische Akademie Wien aus dem Außenministerium ausgegliedert und ist seither eine autonome Institution unter österreichischem Recht. Im gleichen Gebäudekomplex, dem Theresianum, befindet sich auch das Öffentliche Gymnasium der Stiftung Theresianische Akademie.

### Siegel der Akademie
Das Siegel der Akademie zeigt Athene neben Pyramide, Palme und einem Band der Anthologia persica von 1778, die auf die einstige Kaiserlich-Königliche Orientalische Akademie verweisen. Darunter befindet sich mittig der habsburgische Doppeladler mit dem Kleinen Wappen (1815). Links und rechts davon ist ein persischer Schriftzug angeordnet, dessen Worte übersetzt „Für das Recht, für den König“ lauten.

## Studiengänge

### Diplomlehrgang
Der Diplomlehrgang ist das älteste Programm, das 1964 gleichzeitig mit der Wiedereröffnung der Akademie nach dem Zweiten Weltkrieg eingerichtet wurde.
Der Diplomlehrgang ist ein einjähriges Programm, das darauf abzielt, profunde Kenntnisse und Fertigkeiten im Bereich internationale Beziehungen zu vermitteln. Darüber hinaus werden praktische Fertigkeiten wie Rhetorik, Präsentations- und Verhandlungstechniken trainiert sowie Strategien im Umgang mit Krisen und Medien entwickelt. Weiters beinhaltet der Diplomlehrgang eine intensive Sprachausbildung in Deutsch, Englisch und Französisch.
Das Diplom des Diplomlehrgangs ist die rechtliche Voraussetzung für eine Zulassung zur Aufnahmeprüfung in den Höheren Auswärtigen Dienst (Préalable) für österreichische Staatsbürger, die ihr Studium nicht in den Rechtswissenschaften, Politikwissenschaft oder Wirtschaft abgeschlossen haben.

### Master of Advanced International Studies (MAIS)

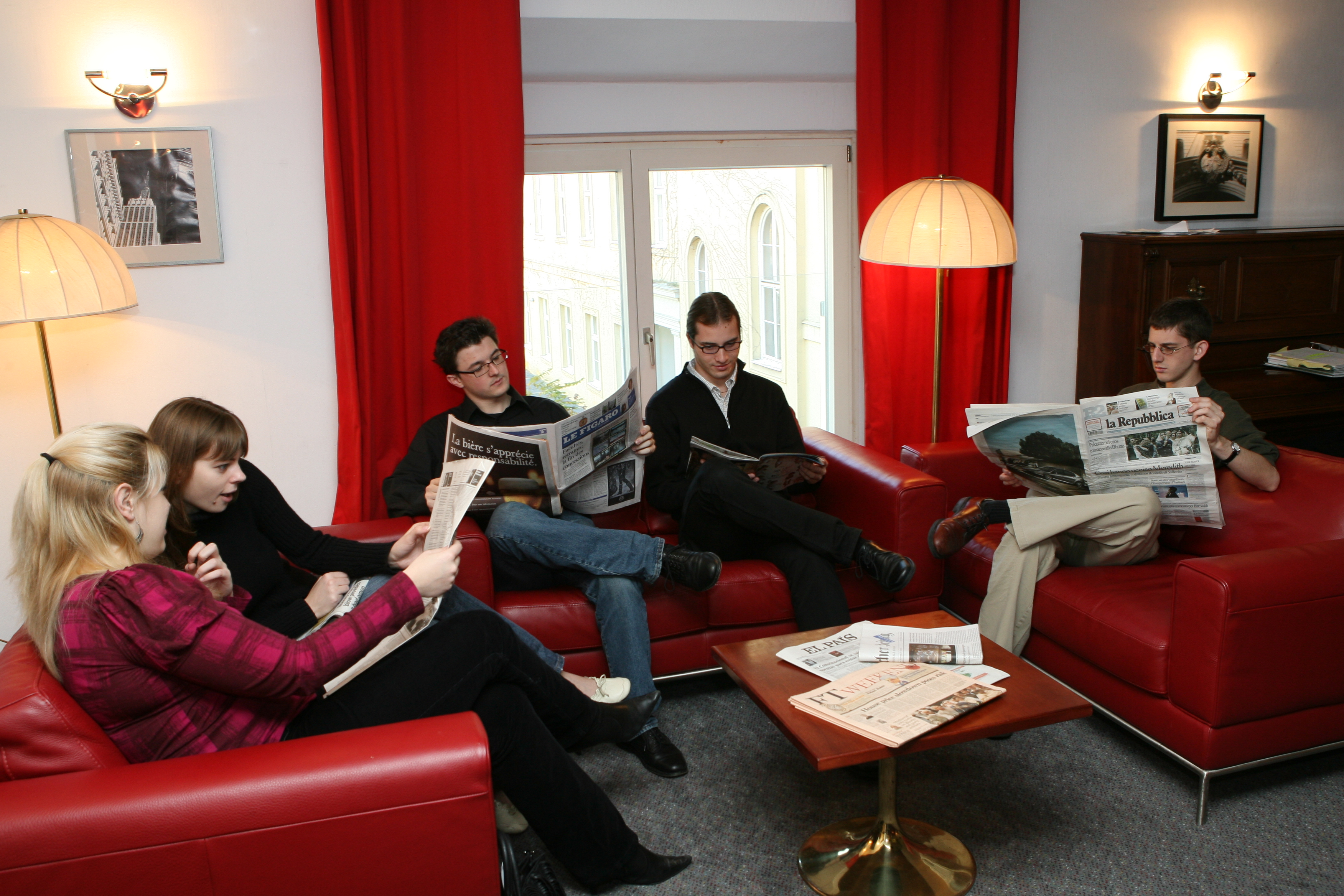
Bar in der Diplomatischen Akademie Wien

Der seit dem Studienjahr 1997/98 existierende Master MAIS ist ein gemeinsames Programm der Diplomatischen Akademie Wien und der Universität Wien. Der akademische Fokus dieser interdisziplinären Ausbildung, die den Titel „Europäische Integration in einer Welt im Wandel“ trägt, liegt in der Vermittlung von Kompetenzen, die für eine Beurteilung und Einschätzung der aktuellen europäischen und globalen Trends notwendig sind. Um dieses pädagogische Ziel zu erreichen, sieht der Studienplan des ersten Jahres Vorlesungen in den Bereichen Internationale Beziehungen, Wirtschaft und internationale Wirtschaftsbeziehungen, politische Zeitgeschichte sowie Völker- und Europarecht vor. Im zweiten Jahr liegt der Schwerpunkt auf der Analyse spezifischer Fragestellungen. Anhand der erworbenen Fachkenntnisse werden in Spezialkursen und Seminaren sowie anhand des Verfassens einer Master-Thesis konkrete Probleme der internationalen Beziehungen aus dem Blickwinkel von mindestens zwei Wissensgebieten beleuchtet.

### Master of Science in Environmental Technology & International Affairs (ETIA)
Der seit dem Studienjahr 2007/08 existierende Master ETIA ist ein gemeinsames Programm der Diplomatischen Akademie Wien und der Technischen Universität Wien.
Das von beiden entwickelte postgraduale Studium spezialisiert sich auf die Entwicklung und Umsetzung von Umweltmaßnahmen auf internationaler Ebene.
Das Master-Programm ETIA erstreckt sich über zwei Jahre. Das erste Jahr wird an der DA, das zweite an der TU absolviert.
Die Inhalte, die an der DA vermittelt werden, betreffen internationales Recht, internationale Beziehungen, Wirtschaft und Geschichte unter besonderer Berücksichtigung von umweltrechtlichen, -politischen und -ökonomischen Fragestellungen. Der technische Teil der Ausbildung umfasst die Fachbereiche Wasser-, Luft- und Ressourcenmanagement, Umwelttechnologie, nachhaltige Entwicklung und Klimawandel.

## Zusätzliches Angebot der Diplomatischen Akademie Wien

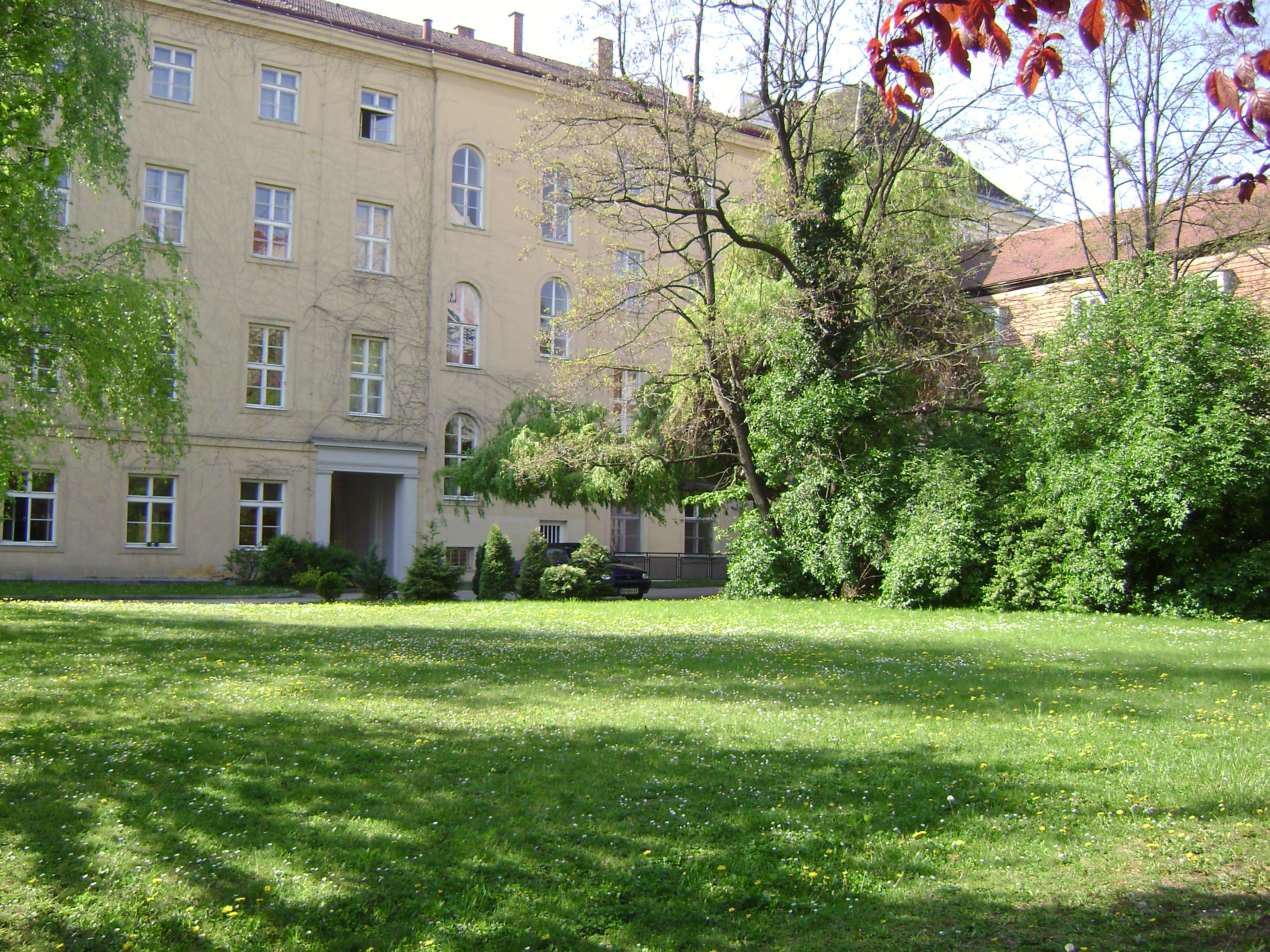
Garten der Diplomatischen Akademie Wien

### Sommerkurs
Der seit 1997 existierende Sommerkurs für deutsche Sprache und österreichische Landeskunde richtet sich an Studierende aller Nationalitäten. In kleinen Gruppen und auf sechs verschiedenen Kursstufen werden die Fertigkeiten Lesen, Schreiben, Sprechen und Hören trainiert. Die Themen des Sprachunterrichts zeichnen sich durch Aktualität und Authentizität aus. Vorrangig werden historische, politische, wirtschaftliche und kulturelle Inhalte behandelt, wobei dem Österreichbezug großes Augenmerk gewidmet wird.

### Spezialkurse
Die Diplomatische Akademie organisiert jedes Jahr Seminare und Fortbildungsprogramme im Bereich internationale Beziehungen, Diplomatie, Etikette, EU.

### Veranstaltungen und Publikationen
Neben seinen Studienprogrammen organisiert die Diplomatische Akademie Wien öffentlich zugängliche Vorträge. Persönlichkeiten aus Politik, Diplomatie, Wirtschaft und Kultur referieren und diskutieren meist über gegenwärtige Trends aus ihrem Fachbereich. Darüber hinaus konzipiert und organisiert die Diplomatische Akademie Wien circa zweimal pro Jahr große Konferenzen, die einem aktuellen Themenkomplex gewidmet sind. Als Beispiele seien hier die Konferenzen „Islam in Europa“ (2007) oder „Der Prager Frühling: das Ende einer Illusion“ (2008) angeführt. Die Beiträge dieser Konferenzen werden in der Publikationsreihe der Diplomatischen Akademie, den „Favorita Papers“, veröffentlicht.

## Leben an der DA
Die Diplomatische Akademie Wien befindet sich in einem ehemaligen kaiserlichen Palais im Zentrum von Wien. Neben den Seminar- und Vorlesungsräumen „beherbergt“ die Diplomatische Akademie 40 Studentenzimmer, eine Bar, einen Fitness-Raum, einen Garten, einen Computerraum und die Bibliothek des Außenministeriums. Das Schwimmbad des benachbarten Theresianums steht den Studierenden der Akademie ebenfalls zur Verfügung.
Eine besondere Rolle für das Leben der Studierenden spielt die DASI (Diplomatic Academy Students Initiative). Sie bietet den Studierenden den Rahmen, um verschiedene Projekte (Konferenzen, Charity-Ball, …) umzusetzen. Der ClubDA (Absolventenclub der DA) ermöglicht es den Studierenden, Kontakte zu den Alumni zu knüpfen und zu pflegen.

## Persönlichkeiten

### Direktoren

Gründungsdirektor nach dem Zweiten Weltkrieg Ernst Florian Winter

| 1754–1769         | Pater Joseph Franz                                |
| 1770–1785         | Pater Johann von Gott Nekrep                      |
| 1785–1832         | Pater Franz Höck                                  |
| 1832–1849         | Joseph Othmar von Rauscher                        |
| 1849–1852         | Max Selinger                                      |
| 1852–1861         | Philippe von Körber                               |
| 1861–1871         | Ottokar Maria Freiherr von Schlechta von Wschehrd |
| 1871–1883         | Heinrich Barb                                     |
| 1883              | Konstantin Freiherr von Trauttenberg              |
| 1883–1885         | Paul Freiherr Gautsch von Frankenthurn            |
| 1886–1904         | Michael Freiherr Pidoll von Quintenbach           |
| 1904–1933         | Anton Winter                                      |
| 1933–1941         | Friedrich Hlavac                                  |
| 1964–1967         | Ernst Florian Winter                              |
| 1967              | Robert Friedinger-Pranter                         |
| 1967–1968         | Johannes Coreth                                   |
| 1968–1975         | Arthur Breycha-Vauthier                           |
| 1975–1976         | Emanuel Treu                                      |
| 1976–1977         | Arthur Breycha-Vauthier                           |
| 1977–1978         | Johannes Coreth                                   |
| 1978–1986         | Heinrich Pfusterschmid-Hardtenstein               |
| 1986–1993         | Alfred Missong jun.                               |
| 1994–1999         | Paul Leifer                                       |
| 1999–2005         | Ernst Sucharipa                                   |
| 2005–2009         | Jiří Gruša                                        |
| 2009–2017         | Hans Winkler                                      |
| 2017–2025         | Emil Brix                                         |
| ab 1. August 2025 | Martin Eichtinger                                 |

### Absolventen

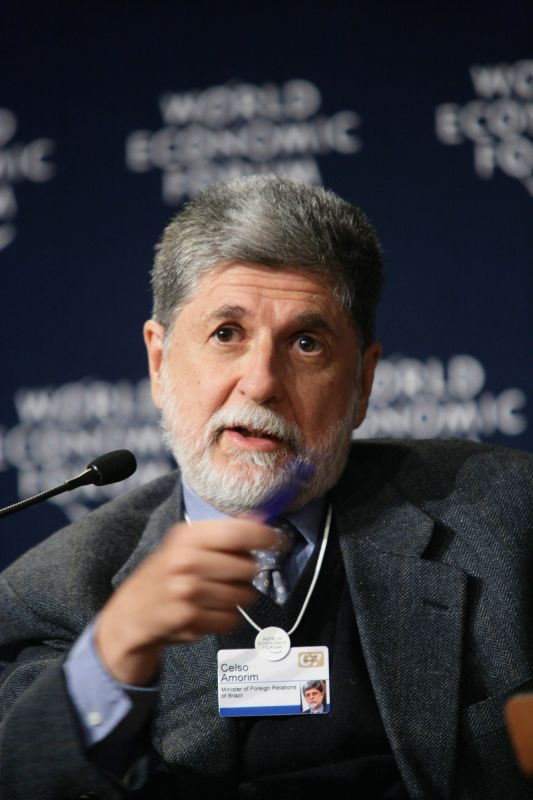
Celso Amorim, 2007

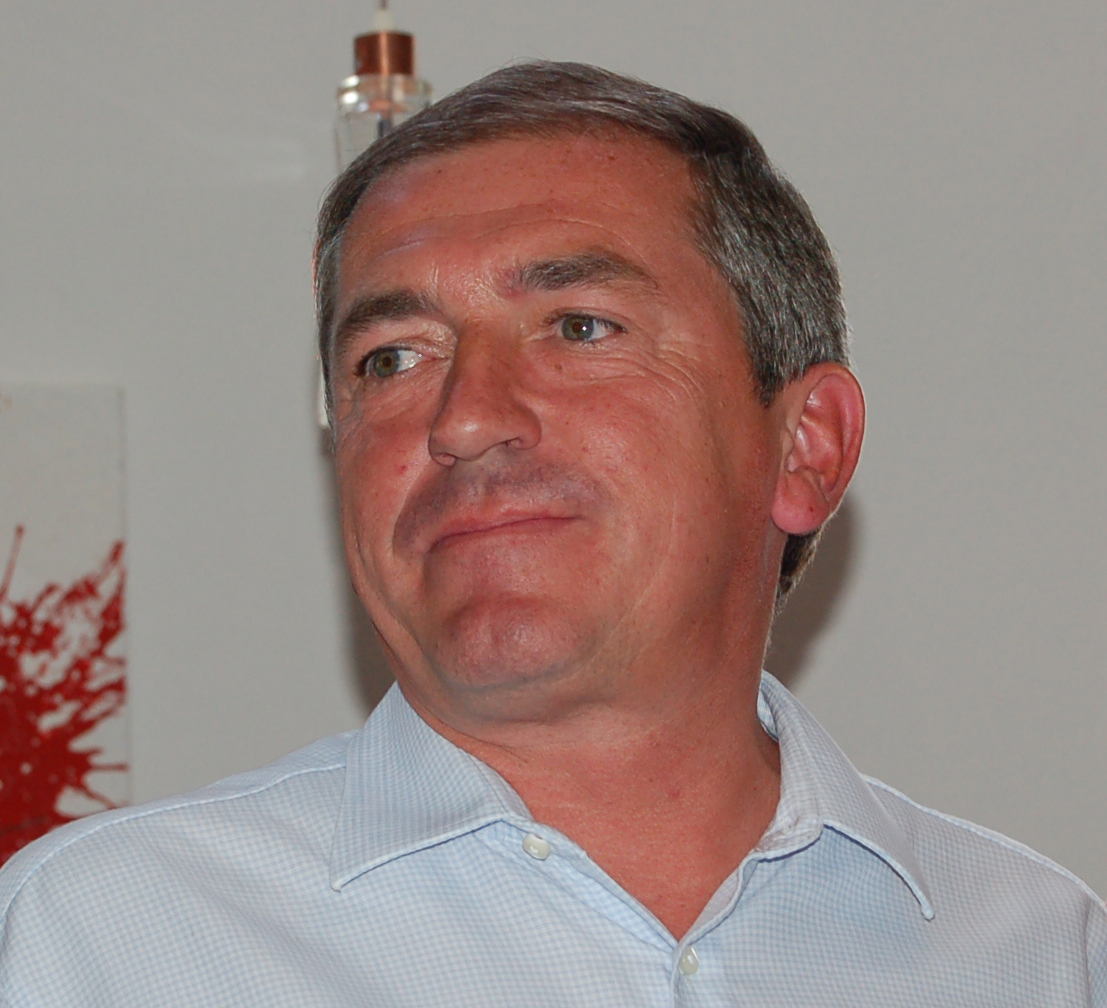
Heinz Schaden

| Name                                     | Tätigkeit |
| ---------------------------------------- | --- |
| Valentin Georgiev Aleksandrov            | ehemaliger Verteidigungsminister von Bulgarien                                                                        |
| Celso Amorim                             | Verteidigungsminister von Brasilien                                                                                   |
| Otto Eiselsberg                          | Österreichischer Botschafter in Japan und Frankreich                                                                  |
| Hans-Peter Glanzer                       | Österreichischer Botschafter in Brasilien                                                                             |
| Kolinda Grabar-Kitarović                 | gewählte Präsidentin Kroatiens (Amtsantritt Februar 2015)                                                             |
| Walter Hagg                              | Österreichischer Botschafter in Irland                                                                                |
| Friedrich Hamburger                      | Direktor in der Europäischen Kommission, EU-Botschafter in Thailand                                                   |
| Friedrich August Freiherr von der Heydte | Rechtswissenschaftler (o. Univ.-Prof. Mainz/Würzburg), Offizier (Brigadegeneral d.R.) und Politiker (CSU); MdL Bayern |
| Valentin Inzko                           | Österreichischer Diplomat, ehemaliger Hoher Repräsentant für Bosnien und Herzegowina (2009–2021)                      |
| Fernand Kartheiser                       | Luxemburgischer Botschafter und Abgeordneter (Fraktionsvorsitzender der Alternativ Demokratesch Reformpartei)         |
| Shigeo Katsu                             | Vizepräsident der Weltbank für Europa und Zentralasien                                                                |
| Daniel Krumholz                          | Österreichischer Botschafter in Dänemark                                                                              |
| Shpresa Kureta                           | ehemalige Botschafterin Albaniens in Österreich                                                                       |
| Andreas Liebmann                         | Österreichischer Botschafter in Kolumbien                                                                             |
| Igor Lukšić                              | Premierminister Montenegros                                                                                           |
| Gabriele Matzner                         | Österreichische Botschafterin in London                                                                               |
| Leopold Maurer                           | Generaldirektor im Europarat                                                                                          |
| Thomas Nader                             | Österreichischer Botschafter in Ägypten und Irland                                                                    |
| Johanna Nestor                           | Österreichischer Botschafter in Indien, Israel, Irland                                                                |
| Gerhard Reiweger                         | Österreichischer Botschafter in Bulgarien                                                                             |
| Heinz Schaden                            | Bürgermeister von Salzburg                                                                                            |
| Hans Dietmar Schweisgut                  | Delegationsleiter der Europäischen Union in Japan                                                                     |
| Jutta Stefan-Bastl                       | Österreichische Botschafterin in Japan                                                                                |
| Kurt Waldheim                            | ehemaliger Generalsekretär der UNO und ehemaliger Bundespräsident Österreichs                                         |
| Hans Winkler                             | ehemaliger Staatssekretär im Außenministerium der Republik Österreich                                                 |

### Lehrende

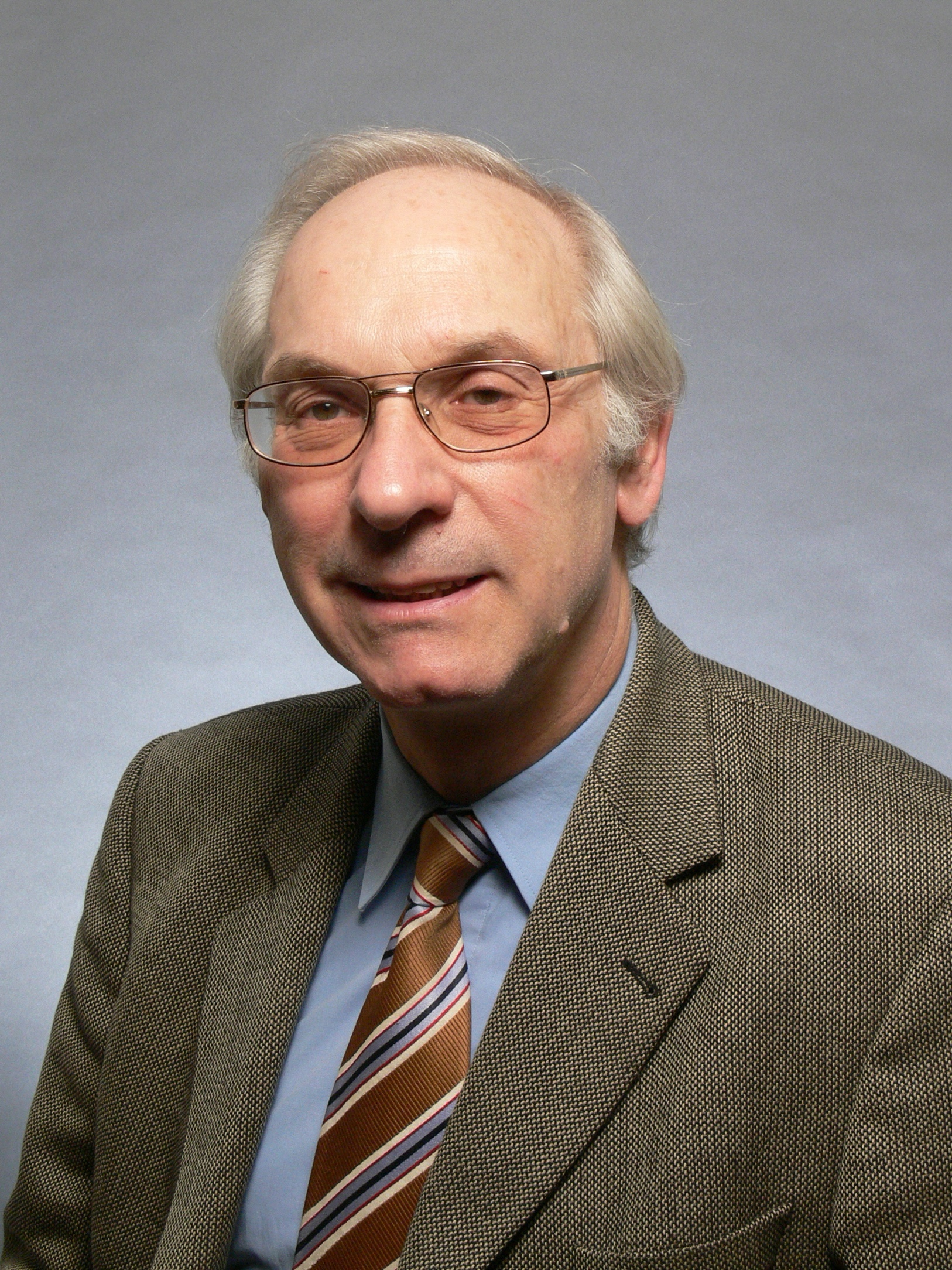
Wolfgang Wessels

| Michel Cullin     | Charles Pearson  |
| Robert Evans      | Anton Pelinka    |
| A. J. R. Groom    | Michael Plummer  |
| Hubert Isak       | Arthur Rachwald  |
| Wilhelm Kohler    | Adam Roberts     |
| Markus Kornprobst | Melanie Sully    |
| Ludger Kühnhardt  | Arnold Suppan    |
| Gerhard Mangott   | Monika Merz      |
| Dennis Mueller    | Georg Winckler   |
| Hanspeter Neuhold | Stephan Wittich  |
| Manfred Nowak     | Wolfgang Wessels |